# 두승산
두승산(斗升山)은 전북특별자치도 정읍시 고부면·덕천면·소성면에 걸쳐 있는 산이다. 높이는 444m이다.

## 문화재
- 남복리미륵암석불 - 전라북도 유형문화재 제99호